# 奧耶姆
奧耶姆（法語：Oyem）是非洲國家加蓬北部的城鎮，也是沃勒-恩特姆省的首府，距離首都利伯維爾411公里，是該農業地區的行政和交通樞紐，海拔高度914米，農業品有可可、咖啡、馬鈴薯和橡膠，2008年人口38,079。

## 外部連結
- MSN Map[永久]